# ASAC Concorde
Association Sportive Artistique et Culturelle de la Concorde w skrócie ASAC Concorde (ar. الجمعية الرياضية الفنية و الثقافية للوئام) – mauretański klub piłkarski grający w mauretańskiej pierwszej lidze, mający siedzibę w mieście Nawakszut.

## Sukcesy
- Première Division[1]:
  - mistrzostwo (2): 2008, 2017

- Puchar Mauretanii[2]:
  - zwycięstwo (1): 2009
  - finał (3): 2012, 2014, 2016

- Superpuchar Mauretanii[2]:
  - zwycięstwo (2): 2012, 2017

## Występy w afrykańskich pucharach
| Sezon     | Rozgrywki           | Runda   | Kraj     | Klub              | Dom | Wyjazd | Dwumecz                    |
| --------- | ------------------- | ------- | -------- | ----------------- | --- | ------ | -------------------------- |
| 2005      | Puchar Konfederacji | wstępna | Ghana    | Heart of Lions FC | –   | –      | walkower dla ASAC Concorde |
| 2005      | Puchar Konfederacji | 1       | Kamerun  | Bamboutos FC      | 0–0 | 0–2    | 0–2                        |
| 2007      | Puchar Konfederacji | wstępna | Algieria | ASO Chlef         | 0–1 | 1–2    | 1–3                        |
| 2018      | Liga Mistrzów       | wstępna | Tunezja  | Espérance Tunis   | 1–1 | 0–5    | 1–6                        |
| 2021/2022 | Puchar Konfederacji | 1       | Togo     | ASC Kara          | 4–0 | 0–3    | 4–3                        |
| 2021/2022 | Puchar Konfederacji | 2       | Algieria | JS Saoura         | 1–2 | 1–1    | 2–3                        |

## Stadion
Domowe mecze klub rozgrywa na stadionie o nazwie Stadion Olimpijski w Nawakszucie, który może pomieścić 40 000 widzów.

## Reprezentanci kraju grający w klubie od 2000 roku
Stan na styczeń 2023.
| - Aly Abeid - Sidi Bouna Amar - Moustapha Badiane - Moussa Sidi Bagayoko - Lemine Balla Cherif - Boubou Diabira - Ismaël Diakité - Brahim Souleimane Diallo - El Moustapha Diaw - Djiby Diop - Moctar Sidi El Hacen - Abdoulaye Silèye Gaye - Yacoub Hanoun - Mouhamed Keïta - Abdel Aziz Samba Lô - Mohamed M’Bareck - Abdou M’Bark El Id - Bayo N’Diaye - Karamokho Ndiaye | - Abdoulaye Niass - Mamadou Ndioko Niass - Dahmed Ould Teguedi - Sid Ahmed Rachid - Pape Moussa Sakho - Demine Saleck - El Moctar Salem - Moustapha Sall - Amar Djiby Samb - Lemrabott Sow - Ibra Mamadou Sy - Idrissa Thiam - Babacar Touré - Demba Traoré - Karamogho Moussa Traoré - Ely Cheikh Voulany - Mohamed Wade - Youba Zeidane - Ibrahima Traoré |